# 야와타정 (야마가타현)
야와타정(温海町)은 야마가타현 아쿠미군에 설치되었던 정이다.
2005년 11월 1일에 아쿠미 군·마쓰야마 정·히라타 정과 신설 합병해 새로운 사카타 시가 성립하여 소멸했다.

## 역사
- 1889년 4월 1일 - 정촌제 시행과 함께 이치조촌 간논지촌 오사와촌 닛코촌이 탄생하였다.
- 1954년 10월 1일 - 이치조촌 간논지촌 오사와촌 닛코촌과 합병해

## 행정
- 마지막 정장 : 사토 마사아키(2001년부터)

## 교통

### 철도
- 동일본 여객철도 우에쓰 본선 (정내에 철도 노선은 다니지 않는다. 철도를 이용할 경우 가장 가까운 역은 모토타테역이다.

## 공항
- 쇼나이 공항

### 도로
- 야마가타 자동차도 사카타미나토IC
- 국도 344호선
- 국도 345호선